# 張宗灝
張宗灝（?—？），山西曲沃人，清朝政治人物。举人出身。
乾隆十一年，擔任廣東廣州府永安縣知縣（現紫金縣知縣）。后由袁虞禮接任。